# Isabel Campelo
Isabel Maria de Campelo Fernandes, mais conhecida por Isabel Campelo (Lisboa, 24 de Outubro de 1958), é uma cantora portuguesa.

## Percurso
Isabel Campelo começou a cantar em 1984. Nesse ano colabora no musical "ABBAcadabra". Em 1985 participou nos coros do Festival RTP da Canção.
Em 1986 deu a voz à canção "Boa noite, Vitinho!" rubrica transmitida pela RTP1 que apelava as crianças para a hora de dormir. Esse mesmo tema, acompanhado pelos temas "Cantiga do Miluvit" e "Cantiga de Embalar", foram editados num single que conheceu um enorme sucesso de vendas e acabou sendo galardoado com um disco de ouro. Em 1988 é lançado o álbum "Porque Não?" também com repertório para crianças.
É uma das cantoras residentes do programa "Regresso ao Passado" de Júlio Isidro de 1991.
Participou no Festival RTP da Canção de 1992 com "Boa noite tristeza" da autoria de José Niza. No ano seguinte regressou ao Festival RTP da Canção com "Praia Sem Marés". Actuou também no Festival de Salónica, na Grécia.
Participa no projecto "Música d' Alma", com Paulo de Carvalho, Vicente Amigo e outros.
Isabel Campelo ficou em 3º lugar no Festival RTP da Canção de 1994 com "Malmequer do Campo".
Em 1995 voltou a participar no Festival de Salónica. Nesse ano é editado o seu segundo álbum, "Contraluz" que, entre os 14 temas, inclui velhas canções da música ligueira portuguesa, escolhidas por Mário Martins, com arranjos de José Marinho. Inclui ainda os dois temas que levou ao Festival RTP da Canção e outro que defendeu a solo em Salónica na Grécia.
Participou no musical "O Rapaz De Papel" com encenação de Juan Fonts e música de Pedro Abrunhosa para a Expo 98.
Teve co-autoria e participação na comédia musical "Casablanca Al Guacamole", de 1998, com João Didelet.
Em 2001 cantou o tema do genérico da novela "Nunca Digas Adeus" da TVI. Foi cantora convidada das orquestras "Night And Day" e "Lisbon Big Band".
Em 2003 foi lançado o disco "Nascente", edificado no projecto "AKIBOSSA" da autoria de Isabel Campelo e Tuniko Goulart. O disco teve claras e assumidas influências do Jazz, da Bossa Nova, do Funky e da música Afro-Latina
Participou nos musicais "Os Sonhos de Einstein"(2005-2006, Teatro da Trindade), "O Areias (Aula Magna, Junho 2008) e "O Abecedário Mágico"(2009).

## Discografia
- Boa noite, Vitinho! (I) / Cantiga do Miluvit (Single, Ovação, 1986)
- Boa noite, Vitinho! (II) / Cantiga de Embalar (Single, Ovação, 1988)
- Porque Não (LP, MBP, 1988)
- Contraluz (CD, Movieplay Portuguesa, 1995)
- Nascente (CD, 2003 Editora Ostinato, 2003) - Akibossa

Outros
- Música d' Alma (CD, 1993)

### Colectâneas
- Algumas Canções do Festival 93 (Tema: Praia Sem Marés, 1993)
- Nunca Digas Adeus